# Прасад, Джайшанкар
Джайшанкар Прасад (30 января 1889 — 15 ноября 1937) — индийский писатель, поэт и драматург. Видный представитель в современной литературе и драматургии хинди. Сыграл значительную роль в развитии индийской поэзии и драматургии.

## Биография
Его отец принадлежал к касте вайшья, был известным в городе коммерсантом. С раннего детства Прасад изучал поэзию на брадже и санскрите, интересовался языками, литературой, историей, музыкой. После ранней потери родителей столкнулся с финансовыми трудностями, и не смог окончить школу.
Начал писать стихи под псевдонимом «Каладхар». Первый сборник стихов, который он написал, вышел под названием «Чхаяваад» (Chhayavaad), был создан на диалекте брадж хинди, более поздние произведения написаны им на диалекте хади или санскритизированном хинди. Его поэзия была эмоциональной и живой, поэтому он получал положительные отклики. С начала 1910-х гг. появились первые поэмы Прасада на хинди.
Позже Прасад провозгласил «Чхаяваад», литературным направлением в литературе хинди, в котором романтизм сочетается со спиритизмом, распространенного в поэзии хинди 1920—1930 годов и стал одним из его идеологов.
Автор трёх романов, двенадцати пьес на исторические и мифологические сюжеты, множества рассказов.
Интеллектуальная лирика Дж. Прасада во многом близка поэзии Рабиндраната Тагора. В центре художественных интересов Дж. Прасада — проблемы добра и зла, человека и природы, разума и страсти. Эти проблемы автор рассматривает в религиозно-этическом и философском плане. Полемизируя с буддизмом, индуизмом и христианством, он решает спор в пользу чувства, земной любви, отдавая предпочтение эмоциональному началу. Любовь у Дж. Прасада — единственная религия жизни, хотя радость, которую она приносит, мимолётна и отравлена, ибо социальное зло, как считает писатель, извечно.
Мучительное ощущение трагичности бытия пронизывает творчество Дж. Прасада.
В разных жанрах автор эти вопросы решает по-разному. В поэзии (сборник «Слезы» — «Ансу», 1925, поэма «Камаяни», 1935, и др.) их решение воплощено в сложных символических образах.
В драматургии Дж. Прасада переносится в область реальной жизни. Автор — тонкий психолог; герои его драм подкупают своей реальностью, действие развивается непринужденно. Создал психологическую драму ибсеновского плана, оставаясь в то же время убеждённым приверженцем традиционного индийского исторического сюжета. Драматургия Дж. Прасада («Аджаташатру», 1922, «Скандагупта», 1928, «Чандрагупта», 1931, и др.) преодолела инерцию жанра (новый характер конфликта, строения интриги и т. д.). 
Будучи на самом пике своей карьеры, Прасад заболел и скончался 15 ноября 1937 года в Варанаси.
Он считается одним из четырех столпов (Char Stambh) романтизма в литературе хинди, наряду с Sumitranandan Pant , Mahadevi Verma и Suryakant Tripathi 'Nirala'.

## Избранные произведения
Романы
- Kankāl
- Titlī
- Irāvatī

Сборники рассказов
- Āndhī Aur Chāyā
- Pratidhvani
- Ākāshdīp
- Indrajāl
- Sandeha

Поэзия
- Kānan kusum
- Mahārānā kā mahatv
- Jharnā
- Ānsū
- Lahar
- Kāmāyanī
- Prem pathik
- Aatmkathya

Пьесы
- Ek ghunt
- Skandagupta
- Chandragupta
- Dhruvasvāminī
- Janmejay kā yagya
- Rajyashrī